# Föderales Gesetz
Ein föderales Gesetz (russisch федеральный закон Federalnij sakon) oder Bundesgesetz ist im russischen Rechtssystem eine Rechtsnorm, die von der Mehrheit von Abgeordneten der russischen Staatsduma verabschiedet wird und landesweit gilt. Nach der mehrheitlichen Zustimmung der Abgeordneten des Föderationsrats wird ein Gesetzentwurf der Staatsduma zum Bundesgesetz. Die Ablehnung im Föderationsrat zieht ein besonderes Schlichtungsverfahren und dessen wiederholte Behandlung in der Duma nach sich.
Schließlich muss der russische Präsident das Gesetz unterzeichnen. Nach Unterzeichnung durch den Präsidenten wird das Gesetz veröffentlicht, in der Regel in der Regierungszeitung „Rossijskaja gaseta“ und tritt zehn Tage nach der Veröffentlichung bzw. am im Gesetz genannten Tag in Kraft. Der Präsident hat ein Veto-Recht und kann den Gesetzentwurf an die Föderationsversammlung zurück verweisen. Das Veto kann aber seine Wirkung verlieren, wenn zwei Drittel beider Kammern der Föderationsversammlung (Qualifizierte Mehrheit) erneut für den Entwurf stimmen.
Das Verfassungsgericht der Russischen Föderation überprüft die Vereinbarkeit föderaler Gesetze mit der russischen Verfassung, etwa im Wege der Normenkontrolle.
Entsprechend der föderalen Gliederung Russlands haben auch die einzelnen Föderationssubjekte eine eigene Gesetzgebungskompetenz für ihr Territorium. Die Gesetze der Föderationssubjekte müssen sowohl mit den föderalen Gesetzen als auch mit der russischen Verfassung vereinbar sein.